# Mirai Nikki
Mirai Nikki (未来日記, El diari del futur), també conegut com a Future Diary en anglès, és un manga escrit i il·lustrat pel mangaka Sakae Esuno. Va ser editat per la revista Shōnen Ace el 26 de gener de 2006 i publicat per Kadokawa Shoten. A partir del 2011, onze volums tankōbon van ser publicats al Japó. L'editorial estatunidenca Tokyopop, i només en van publicar deu volums en anglès, i després en va abandonar la publicació. Un episodi pilot d'anime va ser inclòs a l'edició especial del volum onze. El 9 d'octubre de 2011 se'n va començar a emetre's al Japó un anime fet per Asread. FUNimation va llicenciar l'anime perquè pogués ser emès a Nord Amèrica. el 21 d'abril de 2012 es va estrenar un dorama a Fuji TV.
Sakae també és l'autor d'altres dos manga paral·lels, cadascun de cinc capítols: el primer Mirai Nikki: Mosaic, sèrie paral·lela que explica la vida dels participants del joc de supervivència abans de rebre els seus diaris, i també s'encarrega d'omplir els buits de la història principal, i el 2010 Mirai Nikki: Paradox, que narra les gestes de l'Akise Aru, i la Murumuru, omplint els papers d'en Yukiteru i la Yuno, respectivament, el que hauria passat a Mirai Nikki si no hagués aparegut la Yuno Gasai, tractant de fixar una línia de temps creada per la paradoxa de la Murumuru. Paradox se situa en una realitat alternativa, que se separa de la principal al seu principi, i que pot o no caure finalment en la línia de temps principal.

## Sinopsi
Yukiteru Amano és un nen solitari que es refugia en la seva imaginació per escapar de la xarxa social de la seva la vida quotidiana. Creu que pot evitar tota frustració observant el món des d'una perspectiva exterior, i registra tots els esdeveniments del seu voltant en un diari al seu telèfon mòbil. Un dia, una de les entitats imaginàries companya seva, Deus ex Machina, déu del temps i l'espai, li ofereix de participar en un joc. Yukiteru llavors s'adona que el mòbil en el qual posava les seves observacions, conté entrades del futur del seu entorn. Inicialment fa servir aquest poder per tot i és feliç de posseir-lo fins que aquest mateix prediu la seva pròpia mort i la d'una noia de la seva classe, Gasai Yuno, que també és propietària d'un diari del futur. Aleshores Yuki ignora que ella vol salvar-lo. El joc ha començat, un joc de supervivència on el guanyador es convertirà en el déu que serà el successor de l'actual Deus. Dotze persones han estat triades per competir, tots han rebut un diari del futur en relació amb el que solien escriure als seus diaris normals. Tots hauran d'aprofitar la informació dels diaris del futur, amb l'esperança de sobreviure matant als altres i guanyar.
En Yuki es veu llavors emportat contra la seva voluntat en una cursa de malson contra la mort, ajudat per l'inquietant Yuno.

## Personatges
- Yukiteru Amano (天野 雪輝, Amano Yukiteru)

Seiyū: Misuzu Togashi.
És el protagonista masculí de la sèrie i el primer usuari de diari. També conegut com Yuki (ユッキー, Yukki), és un noi de catorze anys, de caràcter tranquil i submís. Observa les coses al seu al voltant, com un espectador, i ho escriu al diari del seu telèfon mòbil. En Yuki s'implica en el joc quan Deus, un déu que creia que era un amic imaginari, el selecciona com un dels dotze concursants d'una batalla on ha de matar cadascú dels seus iguals amb diaris especials, i l'últim supervivent serà el seu nou hereu. En Yuki posseeix el Diari de l'observador (無差別日記, Musabetsu Nikki), el qual li descriu des del seu punt de vista un panorama futur, i descriu el seu entorn amb gran precisió de detalls. Si bé versàtil en qualsevol situació, el principal desavantatge del diari de l'observador és que no li diu el que li passarà a ell mateix al futur, la qual cosa el fa vulnerable.
- Yuno Gasai (我妻 由乃, Gasai Yuno)

Seiyū: Tomosa Murata.
És la protagonista femenina de la sèrie i segona usuària de diari, té catorze anys. La Yuno és presentada com una psicòpata que assetja constantment en Yukiteru, ja que n'està enamorada obsessivament, i a causa d'això, posseeix el Diari de l'Amor (雪 辉 日记, Yukiteru Nikki). Això li permetrà saber el què fa o li passa a en Yuki cada deu minuts en el futur. Pel benefici d'aquest, li jugarà a favor, ja que utilitzarà la Yuno amb un propòsit merament de supervivència per a les batalles contra altres usuaris de diari, fins i tot arribarà a fer veure que és el seu xicot. Lamentablement per a ell, la Yuno posseeix massa deliris mentals –producte d'una infantesa traumàtica i d'altres factors–, que la faran impredictible, i fins i tot indolent en assassinar brutalment altra gent.
- Keigo Kurusu (来須 圭悟, Kurusu Keigo)

Seiyū: Masahiko Tanaka.
És el quart usuari de diari. En Keigo és capità de la policia, triat per al joc dels diaris per equilibrar els usuaris. Tranquil, fred i serè, en Keigo no té cap interès a ser Déu i vol trobar una manera d'aturar això abans que més gent es faci mal, i per això s'alia amb en Yuki. El seu diari és l'Agenda de Recerca Criminal (捜 查 日记, Insulsa Nikki), el qual li dona detalls dels crims que passaran els propers noranta dies, però no pot predir el futur d'una recerca realitzada per algú diferent d'ell mateix. D'intencions confuses, en Keigo paral·lelament també mantindrà contacte amb la Novena i a més s'implicarà personalment en el joc el qual li farà canviar la seva postura.
- Minene Uryū (雨流 みねね, Uryuu Minene)

Seiyū: Mai Aizawa.
És la novena usuària de diari. La Minene és una terrorista, provinent de l'Orient Mitjà. És experta en la manipulació d'armes de foc i explosius. Com el quart usari, el seu Diari de la Fugida (逃亡日記, Tōbō Nikki) va juntament amb la seva professió de terrorista. Quan la Minene afronta una situació difícil, el diari li traçarà les millors accions que pot prendre per sortir-se'n. El seu diari és deficient quan només hi ha algunes circumstàncies en les quals les probabilitats són massa aclaparadores fins al punt que el diari no serà capaç d'assegurar-li una via de fugida. En Nishijima, un detectiu i policia novell, se'n enamora bojament en conèixer-la quan el Tercer usuari la perseguia.

## Contingut de l'obra
L'abril del 2012, l'editorial Ivrea va obtenir-ne la llicència per a Espanya i el va publicar íntegrament en dotze volums. Així mateix, el setembre del 2013, aquesta mateixa editorial va revelar que també publicaria les històries paral·leles de Mosaic i Paradox.

### Llista de volums
| N°      | Data d'estrena                           | ISBN                   |
| ------- | ---------------------------------------- | ---------------------- |
| 01      | 26 de juliol del 2006                    | ISBN 978-4-04-713839-1 |
| 02      | 26 d'octubre del 2006                    | ISBN 978-4-04-713872-8 |
| 03      | 26 de març del 2007                      | ISBN 978-4-04-713912-1 |
| 04      | 26 d'octubre del 2007                    | ISBN 978-4-04-713954-1 |
| 05      | 26 de febrer del 2008                    | ISBN 978-4-04-715026-3 |
| 06      | 26 de juny del 2008                      | ISBN 978-4-04-715072-0 |
| 07      | 26 de novembre del 2008                  | ISBN 978-4-04-715130-7 |
| Mosaic  | 26 de novembre del 2008                  | ISBN 978-4-04-715129-1 |
| 08      | 26 de maig del 2009                      | ISBN 978-4-04-715248-9 |
| 09      | 26 de novembre del 2009                  | ISBN 978-4-04-715323-3 |
| 10      | 26 de març del 2010                      | ISBN 978-4-04-715400-1 |
| Paradox | 26 de març del 2010                      | ISBN 978-4-04-715412-4 |
| 11      | 9 de setembre del 2010 (edició limitada) | ISBN 978-4-04-900801-2 |
| 11      | 25 de desembre del 2010 (edició regular) | ISBN 978-4-04-715580-0 |
| 12      | 26 d'abril del 2011                      | ISBN 978-4-04-715679-1 |

### Novel·la visual
Kadokawa Shoten va produir una novel·la visual, basada en el manga titulat Mirai Nikki: El propietari del diari 13 (未来 日记-13人目 の 日記 所有者-, Mirai Nikki 13-nin-em no Nikki Shoyūsha?), per PlayStation Portable, que va ser llançada el 28 de gener del 2010 al Japó. La trama presenta canvis a més de la incorporació d'un nou amo de diari.

### Anime
Es va produir una adaptació del manga a anime produïda per Asread i dirigida per Naoto Hosoda, consistent en vint-i-sis episodis emesos a partir del 10 d'octubre de 2011. Eiji Hirayama i Ruriko Watanabe van fer el disseny dels personatges. Un episodi pilot de vuit minuts va ser inclòs amb l'edició limitada del volum onze, publicat el 9 de desembre de 2010.

#### Banda sonora
L'anime conté quatre cançons, dos cançons d'obertura i dos cançons de tancament. Als primers catorze episodis, la cançó d'obertura és «Kūsō Mesorogiwi» (空想メソロギヰ), interpretada per Yousei Teikoku mentre que la cançó de tancament és «Blood Teller» (血液テラー, Ketsueki terā), interpretat per Faylan. Als següents dotze episodis, la cançó d'obertura és «Dead End» (行き止まり, Ikidomari) interpretada per Faylan mentre que la cançó de tancament és «Filament» (フィラメント, Firamento) interpretada per Yousei Teikoku. A l'OVA Mirai Nikki Redial, la cançó d'obertura és «Kyōki Chinden» per Yousei Teikoku i la cançó de tancament «Happy End» per Faylan.
| Capítols | Cançó           | Intèrpret      |
| -------- | --------------- | -------------- |
| 1-14     | Kūsō Mesorogiwi | Yousei Teikoku |
| 1-14     | Blood Teller    | Faylan         |
| 15-26    | Dead End        | Faylan         |
| 15-26    | Filament        | Yousei Teikoku |
| OVA      | Kyōki Chinden   | Yousei Teikoku |

A més a més, es va crear un grup de cançons inspirades en cadascun dels personatges de la sèrie. Aquest CD, va sortir a la venda al Japó, com també la banda sonora de la sèrie. Al primer Opening s'hi nomenen 12 déus romans, els quals representen els 12 amos de diari, respectivament.

### Dorama
Un dorama anomenat Another World es va estrenar el 21 d'abril de 2012 a Fuji TV. L'Arata Hoshino és un estudiant universitari mandrós, que no creu en treballar pel seu futur, o posar-n'hi esforç. En Hoshino llavors, rep un programa "diari del futur" al seu telèfon mòbil. El diari del futur li permet fer prediccions que es faran realitat. A continuació, es veu embolicat en un joc de supervivència entorn l'agenda del futur.

#### Repartiment
- Okada Masaki com Hoshino Arata
- Gouriki Ayame com Furusaki Yuno
- Ikeda Ririi (池田莉々依) com Furusaki Yuno (Nena)
- Okada Yoshinori com Haginoto Kinjiro
- Nikaido Fumi com Fuwa Megumi
- Hiraoka Yuta com Okuda Yosuke
- Sa Shiro com Mokubu Toru
- Fukuda Mayuko com Okie Haruna

Parents, coneguts de l'Arata:
- Mitsuishi Ken com Hoshino Yakuro (Pare de Arata)
- Fong Kanata com Moriguchi Rui (Millor amic de Arata)
- Kikuchi Fuma com Takasaka Oji
- Miyazaki Yoshiko com Hoshino Reiko (Mare de Arata)

Estació de Policia Sakurami:
- Tominaga Saori (富永沙織) com Asami Marina
- Hiraga Masaomi com Kurata Akatsuki

Missatgeria Deus:
- Deus exmachina (デウス・エクス・マキナ)
- Uchida Yuki com Jinguji Rei (Missatgera de Deus)

Altres:
- Nakamura Yuri com Uehara Rinko
- Ito Ayumi com Suo Mukai

#### Producció
- Escrit Original (Manga): Mirai Nikki (Future Diary) per Esuno Sakae
- Directors: Namiki Michiko, Miyaki Shogo (宮木正悟)
- Guionistes: Kuwamura Sayaka (桑村さや香), Hayafune Kaeko (早船歌江子), Watanabe Yusuke
- Música: Fukuhiro Shuichiro (福廣秀一朗)

El dorama té un argument original diferent al del manga.

## Recepció
El setè volum del manga va figurar com el vintè primer manga més venut del Japó durant mig novembre del 2008,. El volum va mantenir-se al top 30 durant aquesta setmana, tot i que va baixar al lloc 25.